# Ter Wisch
Ter Wisch is een gehucht in de gemeente Westerwolde in de provincie Groningen. Het ligt aan de N976 de weg van Ter Apel naar Winschoten. Ter hoogte van Ter Wisch kruist deze weg met de weg naar Jipsingboermussel. Even ten oosten van het gehucht stroomt de Ruiten-Aa.
Ter Wisch wordt al in 1773 genoemd als een van de dorpen in Westerwolde. De naam komt van Terwisch = lage weidegrond.